# 12 de novembro
12 de novembro é o 316.º dia do ano no calendário gregoriano (317.º em anos bissextos). Faltam 49 dias para acabar o ano.

## Eventos históricos

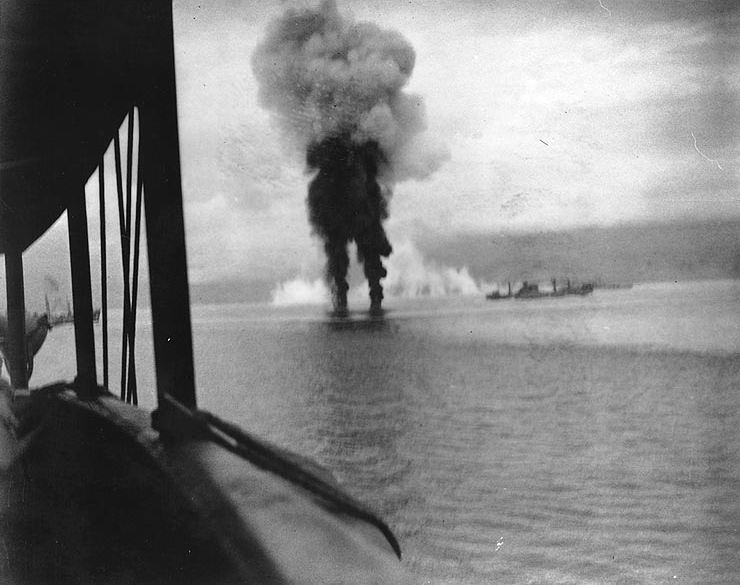
1942: Batalha Naval de Guadalcanal

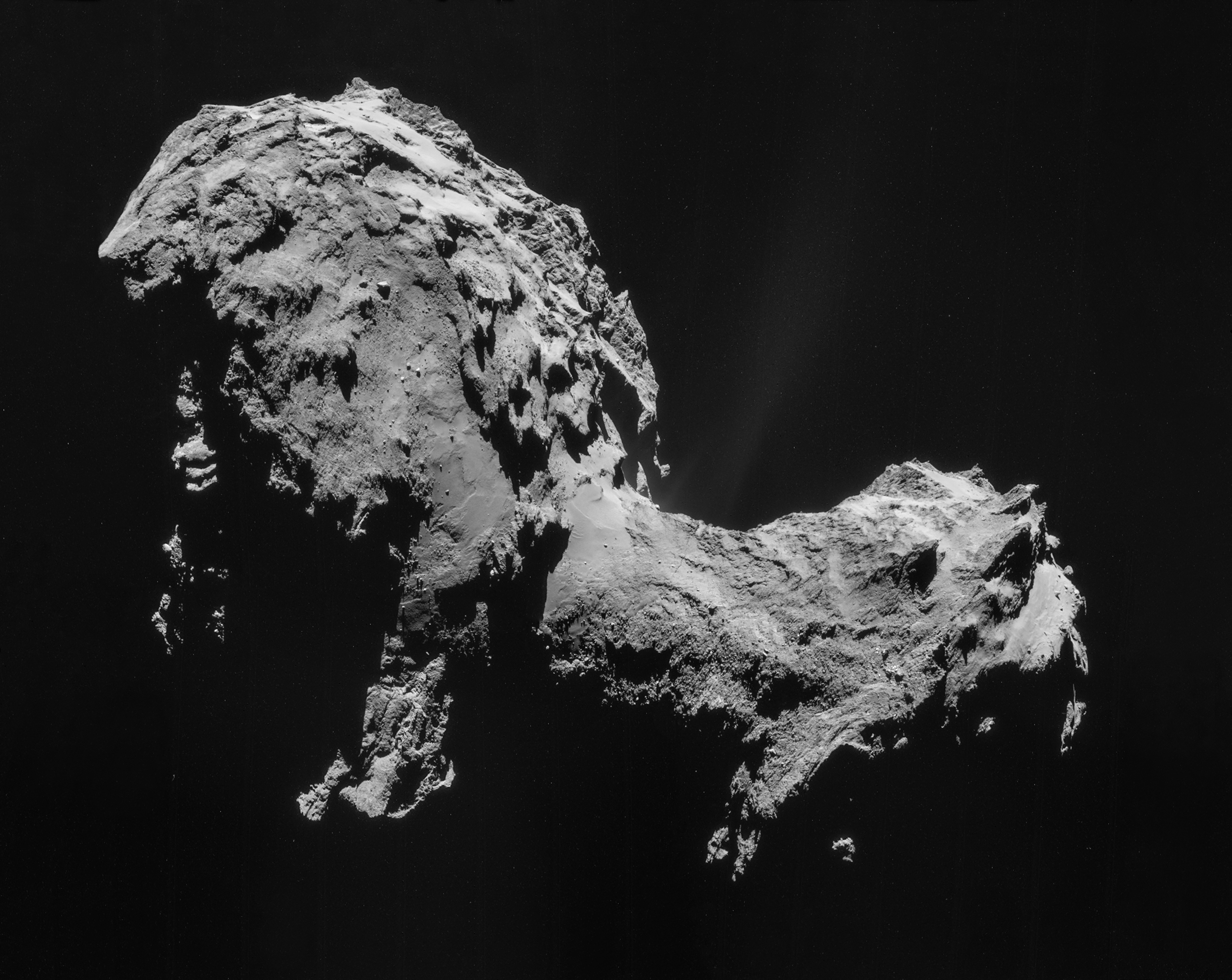
2014: O cometa 67P/Churyumov-Gerasimenko

- 1028 — A futura imperatriz reinante romano-oriental (bizantina) Zoé assume o trono como imperatriz consorte do Imperador Romano III Argiro.
- 1823 — Imperador Dom Pedro I do Brasil manda o exército invadir o plenário da Assembleia Constituinte de 1824, prendendo e exilando diversos deputados.
- 1833 - A chuva de meteoros leonidas atinge seu ápice, registrando mais de 200 mil meteoros em uma única noite, na faixa leste da América do Norte.
- 1864 — Guerra do Paraguai: o vapor paraguaio Tacuari apresou o navio brasileiro Marquês de Olinda, que subia o rio Paraguai rumo à então Província de Mato Grosso.
- 1893 — Emir Abderramão Cã do Afeganistão aceita a Linha Durand como fronteira entre o Emirado do Afeganistão e a Índia britânica.
- 1906 — 14-bis volta a voar, desta vez percorrendo uma distância de 220 metros em 21,5 segundos.
- 1912
  - O Rei Jorge I da Grécia faz uma entrada triunfal em Salonica após sua libertação de 482 anos do domínio otomano.
  - Os corpos congelados de Robert Falcon Scott e seus homens são encontrados na plataforma de gelo Ross na Antártida.
- 1918 — Dissolução da Áustria-Hungria: A Áustria se torna uma república. Após a proclamação, uma tentativa de golpe da Guarda Vermelha comunista foi derrotada pelo social-democrata Volkswehr (Exército do Povo).
- 1920 — O Reino da Itália e o Reino dos Sérvios, Croatas e Eslovenos assinam o Tratado de Rapallo.
- 1927
  - Holland Tunnel abre como primeira via para automóveis cruzando o rio Hudson entre Nova Jérsei e Nova Iorque.
  - Leon Trótski é expulso do Partido Comunista da União Soviética, deixando Josef Stalin no controle daquele país.
- 1933 — A Alemanha nazista usa um referendo para ratificar sua retirada da Liga das Nações.
- 1938 — A Alemanha nazista emite o "Decreto sobre a Eliminação dos Judeus da Vida Econômica", proibindo os judeus de vender bens e serviços ou trabalhar no comércio, segregando totalmente os judeus da economia alemã.
- 1940 — Segunda Guerra Mundial: o Ministro de Relações Exteriores da União Soviética, Viatcheslav Molotov, chega a Berlim para discutir a possibilidade de a União Soviética se unir às potências do Eixo.
- 1942 — Segunda Guerra Mundial: a Batalha Naval de Guadalcanal entre as forças japonesas e estadunidenses começa perto de Guadalcanal. A batalha dura três dias e termina com uma vitória dos Estados Unidos.
- 1944 — Segunda Guerra Mundial: a Força Aérea Real lança 29 bombardeiros Avro Lancaster, que afundam o navio de guerra alemão Tirpitz, com bombas Tallboy de 12 000 libras no litoral de Tromsø, na Noruega.
- 1948 — Em Tóquio, o Tribunal Militar Internacional para o Extremo Oriente condena sete oficiais militares e governamentais japoneses, incluindo o general e ex-primeiro-ministro Hideki Tōjō, à morte por seus papéis na Segunda Guerra Mundial.
- 1956 — Reino do Marrocos, República do Sudão e Reino da Tunísia (atual República Tunisina) são admitidos como Estados-Membros da ONU.
- 1969 — Guerra do Vietnã: o jornalista independente Seymour Hersh conta a história do Massacre de Mỹ Lai.
- 1970 — O ciclone de Bhola em 1970 ao atingir a terra firme na costa leste do Paquistão torna-se o ciclone tropical mais mortal da história.
- 1971 — Guerra do Vietnã: o presidente dos Estados Unidos, Richard Nixon, estabelece 1º de fevereiro de 1972 como o prazo para a remoção de outros 45 000 soldados americanos do Vietnã.
- 1975 — As ilhas do Estado Comoriano (atual União das Comores) são admitidas como Estado-Membro da ONU.
- 1979 — Crise dos reféns americanos no Irã: em resposta à situação dos reféns em Teerã, o presidente dos Estados Unidos, Jimmy Carter, interrompe todas as importações de petróleo do Irã nos Estados Unidos.
- 1980 — A sonda espacial da NASA, Voyager I, se aproxima do planeta Saturno e tira as primeiras imagens de seus anéis.
- 1981 — Programa de ônibus espaciais: a missão STS-2, utilizando o ônibus espacial Columbia, marca a primeira vez que uma espaçonave tripulada é lançada duas vezes no espaço.
- 1982 — URSS: Iúri Andropov torna -se secretário-geral do Comitê Central do Partido Comunista, sucedendo a Leonid Brezhnev.
- 1990
  - O monarca Akihito é formalmente entronizado como Imperador do Japão, sendo que já era o monarca de seu país desde a morte de seu pai, Imperador Shōwa, em janeiro de 1989. Será nomeado após sua morte como Imperador Heisei.
  - Tim Berners-Lee publica uma proposta formal para a World Wide Web.
- 1991 — Massacre de Santa Cruz: o exército indonésio dispara sobre manifestantes que homenageavam um estudante morto pela repressão no cemitério de Santa Cruz, em Díli, Timor-Leste.
- 1993 — Última unidade do Chevrolet Chevette sai da linha de montagem.
- 1995 — Foi alcançado o Acordo de Erdut referente à resolução pacífica da Guerra de Independência da Croácia.
- 1996 — Um Boeing 747 da Saudi Arabian Airlines e um avião de carga cazaque Ilyushin Il-76 colidem no ar perto de Nova Déli, matando 349 pessoas. A colisão aérea no ar mais mortal até hoje.
- 1997 — Ramzi Yousef é considerado culpado por planejar o atentado de 1993 ao World Trade Center.
- 2001
  - Avião da American Airlines cai no bairro do Queens, em Nova Iorque, matando os 260 passageiros e tripulantes, além de outras 5 pessoas no solo.
  - Guerra do Afeganistão: as forças do Talibã abandonam Cabul, à frente do avanço das tropas da Aliança do Norte.
- 2003 — Guerra do Iraque: em Nassíria, Iraque, pelo menos 23 pessoas, entre as quais as primeiras vítimas italianas da invasão do Iraque em 2003, são mortas em um ataque suicida a uma base policial italiana.
- 2011 — Silvio Berlusconi apresenta sua renúncia como presidente do Conselho de Ministros da Itália, a partir de 16 de novembro, devido em grande parte à Crise da dívida pública da Zona Euro.
- 2014 — O módulo Philae, implantado a partir da sonda Rosetta da Agência Espacial Europeia, atinge a superfície do cometa 67P/Churyumov-Gerasimenko.
- 2015 — Dois homens-bomba detonam explosivos em Bourj el-Barajneh, Beirute, matando 43 pessoas e ferindo mais de 200 outras.
- 2017 — O sismo de Kermanshah, de 7,3 Mw, sacode a fronteira norte do Irã-Iraque com uma intensidade máxima de Mercalli de VIII (severa). Pelo menos 410 pessoas foram mortas e mais de 7 000 ficaram feridas.
- 2019 — Jeanine Áñez se declara presidente da Bolívia em sessão sem quórum na Assembleia Legislativa da Bolívia.[1]

## Nascimentos

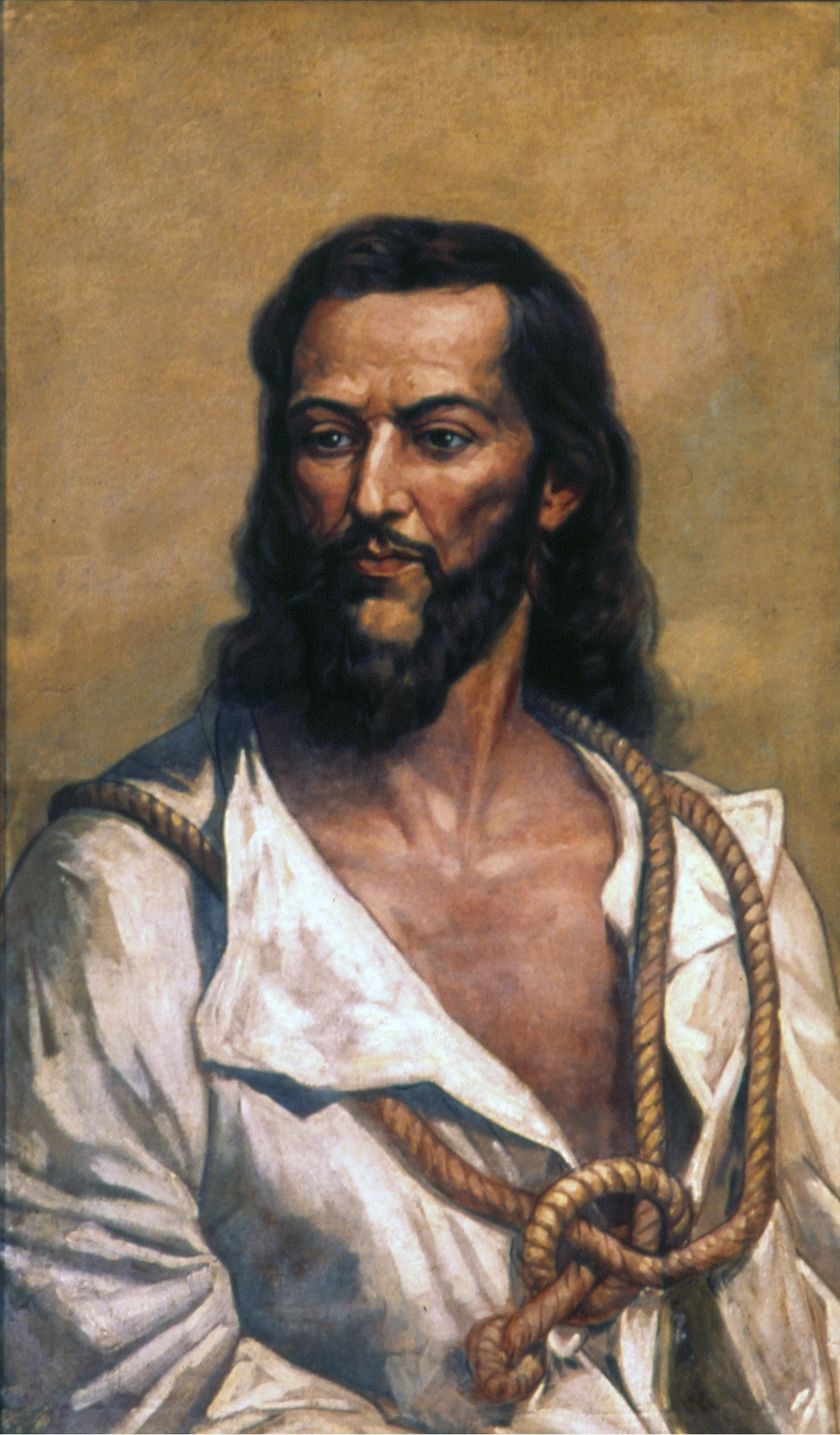
Tiradentes

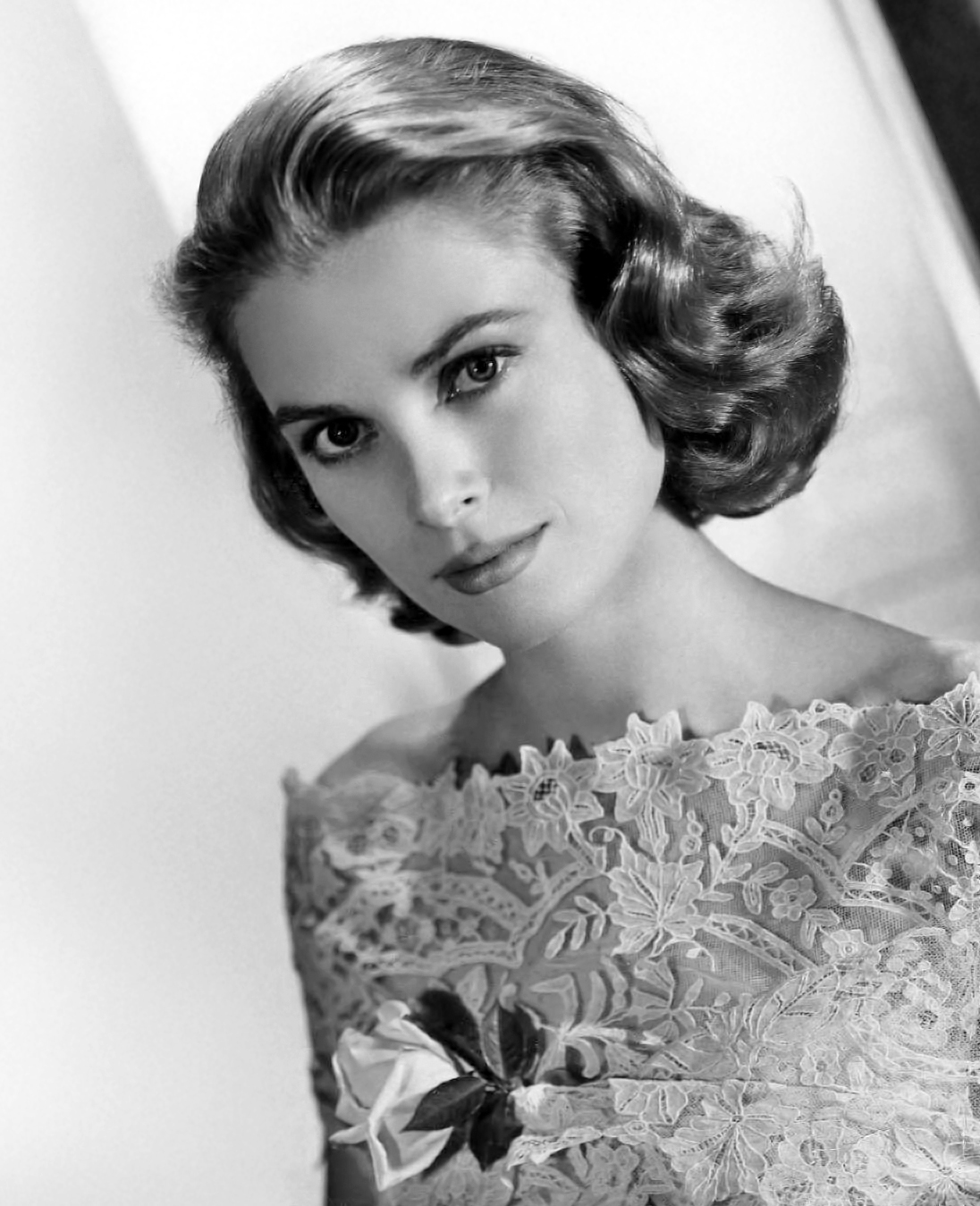
Grace Kelly

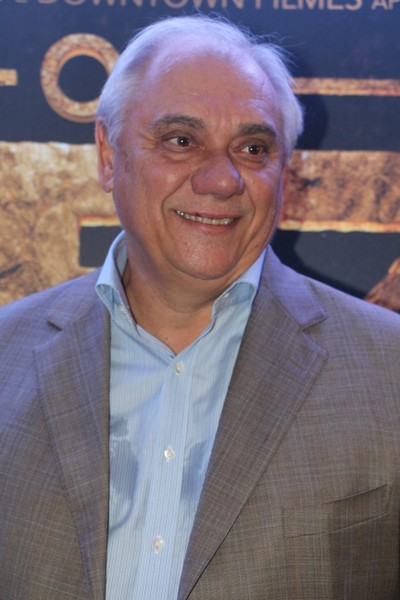
Marcelo Rezende

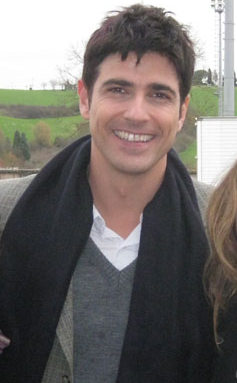
Reynaldo Gianecchini

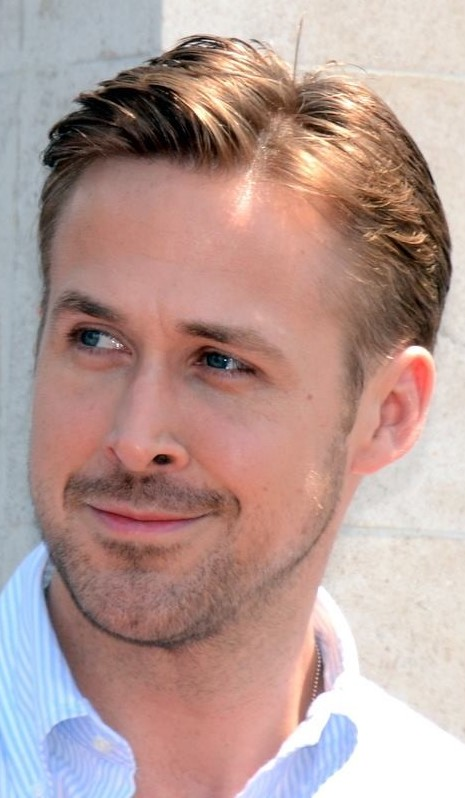
Ryan Gosling

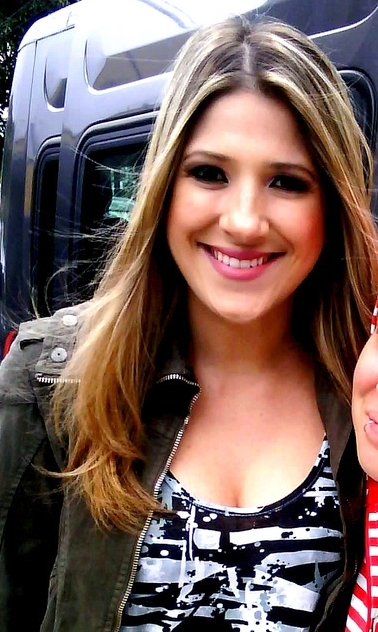
Dani Calabresa

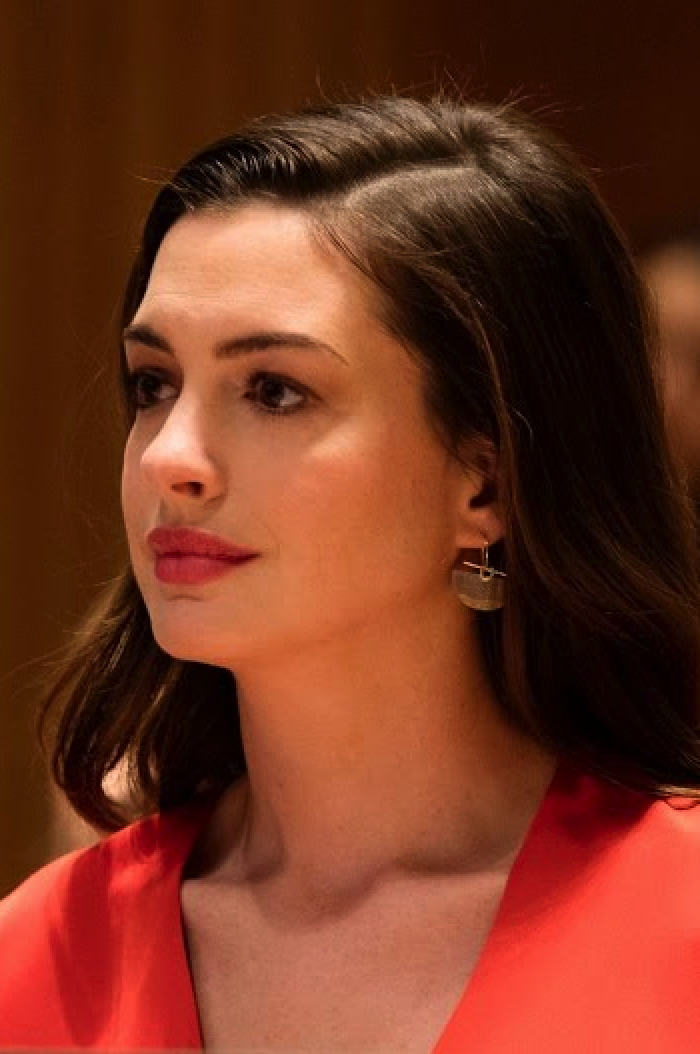
Anne Hathaway

### Anteriores ao século XIX
- 1494 — Margarida de Anhalt-Köthen, duquesa da Saxônia (m. 1521).
- 1528 — Qi Jiguang, general chinês (m. 1588).
- 1547 — Cláudia de Valois, duquesa de Lorena (m. 1575).
- 1615 — Richard Baxter, líder puritano inglês (m. 1691).
- 1729 — Louis Antoine de Bougainville, militar e explorador francês (m. 1811).
- 1746
  - Jacques Alexandre Cesar Charles, químico francês (m. 1823).
  - Tiradentes, revolucionário brasileiro (m. 1792).
- 1790 — William Alison, médico, reformador social e filantropo britânico (m. 1859).

### Século XIX
- 1815 — Elizabeth Cady Stanton, ativista norte-americana (m. 1902).
- 1817 — Bahá'u'lláh, profeta persa (m. 1892).
- 1833 — Aleksandr Borodin, compositor e químico russo (m. 1887).
- 1840 — Auguste Rodin, escultor francês (m. 1917).
- 1842 — John William Strutt, matemático e físico britânico (m. 1919).
- 1850 — Mikhail Chigorin, enxadrista russo (m. 1908).
- 1866 — Sun Yat-sen, político e físico chinês (m. 1925).
- 1890 — Lily Kronberger, patinadora artística húngara (m 1974).
- 1898 — Leon Štukelj, ginasta esloveno (m. 1999).

### Século XX e XXI

#### 1901–1950
- 1902 — Rudolf Viertl, futebolista austríaco (m. 1981).
- 1903 — Jack Oakie, ator norte-americano (m. 1978).
- 1906 — Bukka White, guitarrista e cantor norte-americano (m. 1977).
- 1907 — Ernst Albrecht, futebolista alemão (m. 1976).
- 1910 — Rodolfo Barteczko (Patesko), futebolista brasileiro (m. 1988).
- 1914
  - Joaquín Arias, futebolista cubano (m. ?).
  - Sylvi Saimo, canoísta finlandesa (m. 2004).
  - Peter Whitehead, automobilista britânico (m. 1958).
- 1915 — Roland Barthes, escritor, sociólogo e filósofo francês (m. 1980).
- 1916 — Paul Emery, automobilista britânico (m. 1993).
- 1920 — Richard Quine, cineasta e ator norte-americano (m. 1989).
- 1921 — Lucilo Varejão Filho, professor e escritor brasileiro (m. 2010).
- 1922 — Knut Østby, canoísta norueguês (m. 2010).
- 1923 — Charlie Mariano, saxofonista norte-americano (m. 2009).
- 1926 — Li Ki-joo, futebolista sul-coreano (m. 1996).
- 1929
  - Grace Kelly, atriz norte-americana (m. 1982).
  - Michael Ende, antropólogo e escritor alemão (m. 1995).
- 1931 — Dick Clair, ator, produtor de televisão e roteirista norte-americano (m. 1988).
- 1933 — Jalal Talabani, político iraquiano (m. 2017).
- 1934
  - Vavá, futebolista e treinador de futebol brasileiro (m. 2002).
  - Jean-Claude Lecante, ex-ciclista francês.
- 1936 — Mort Shuman, cantor, compositor e pianista norte-americano (m. 1991).
- 1937 — Richard Truly, astronauta norte-americano (m. 2024).
- 1938
  - Benjamin Mkapa, político, diplomata e advogado tanzaniano (m. 2020).
  - Władysław Szuszkiewicz canoísta polonês (m. 2007).
- 1939 — Fernando Borges Bastos, político brasileiro (m. 2024).
- 1940
  - Bruno Tolentino, poeta brasileiro (m. 2007).
  - Jurandir de Freitas, futebolista brasileiro (m. 1996).
  - Ivan Saidenberg, quadrinista brasileiro (m. 2009).
- 1941 — João Nogueira, cantor e compositor brasileiro (m. 2000).
- 1942
  - Paulinho da Viola, violonista e compositor brasileiro.
  - Dobromir Zhechev, ex-futebolista búlgaro.
- 1943
  - Björn Waldegård, automobilista sueco (m. 2014).
  - Errol Brown, cantor e compositor jamaicano (m. 2015).
  - Valerie Leon, atriz britânica.
  - Brian Hyland, cantor norte-americano.
- 1944 — Booker T. Jones, músico e compositor norte-americano.
- 1945
  - Neil Young, cantor canadense.
  - Mestre Salustiano, artesão, ator, músico e compositor brasileiro (m. 2008).
  - George Eaton, ex-automobilista canadense.
- 1947
  - Patrice Leconte, cineasta e roteirista francês.
  - Mansour Rashidi, ex-futebolista iraniano.
- 1948
  - Otepa Kalambay, ex-futebolista congolês.
  - Arturo Sosa Abascal, padre jesuíta venezuelano.
  - Hassan Rohani, político e jurista iraniano.
- 1949 — Cândida Branca Flor, cantora portuguesa (m. 2001).
- 1950 — Hideyuki Tanaka, ator e dublador japonês.

#### 1951–2000
- 1951
  - Marcelo Rezende, jornalista, repórter e apresentador de televisão brasileiro (m. 2017).
  - Cida Moreira, atriz e cantora brasileira.
- 1952
  - Ernie Fletcher, político norte-americano.
  - Max Grodénchik, ator norte-americano.
  - Benedito de Assis da Silva, futebolista brasileiro (m. 2014).
  - Vyacheslav Zaytsev, jogador e treinador de vôlei russo (m. 2023).
  - Gene Haas, empresário norte-americano.
- 1953 — William Chang, figurinista britânico.
- 1954 — Paul McNamee, ex-tenista australiano.
- 1956
  - Francisco Louçã, político português.
  - Linky Boshoff, ex-tenista sul-africana.
  - Koji Gushiken, ex-ginasta japonês.
  - Jean-Christophe Balouet, paleontólogo francês (m. 2021).
- 1958 — Megan Mullally, atriz norte-americana.
- 1959 — Cristina Prochaska, atriz e apresentadora brasileira.
- 1961
  - Nadia Comăneci, ex-ginasta romena.
  - Enzo Francescoli, ex-futebolista uruguaio.
  - Mohammed bin Sulayem, dirigente esportivo emiradense.
  - Christopher Reich, escritor nipo-americano.
- 1963
  - Sula Miranda, cantora brasileira.
  - Damon Galgut, escritor sul-africano.
  - Sam Lloyd, ator e músico norte-americano (m. 2020).
  - Susumu Terajima, ator japonês.
- 1964
  - Thomas Berthold, ex-futebolista alemão.
  - David Ellefson, baixista e compositor norte-americano.
  - Jakob Hlasek, ex-tenista suíço.
- 1967
  - Takuya Takagi, ex-futebolista e treinador de futebol japonês.
  - Ann Lee, cantora e compositora britânica.
- 1968 — Aya Hisakawa, dubladora e cantora japonesa.
- 1969
  - Monalisa Perrone, jornalista brasileira.
  - Cho Jung-hyun, futebolista sul-coreano (m. 2022).
- 1970
  - Harvey Spencer Stephens, ator britânico.
  - Tonya Harding, ex-patinadora artística norte-americana.
- 1972
  - Reynaldo Gianecchini, ator brasileiro.
  - Vassilios Tsiartas, ex-futebolista grego.
  - Domenico Lancellotti, cantor e músico brasileiro.
- 1973
  - Ibrahim Ba, ex-futebolista francês.
  - Radha Mitchell, atriz australiana.
  - Nasser Al-Khelaïfi, ex-tenista e empresário catariano.
  - Francisco Esteche, ex-futebolista paraguaio.
  - Paul Ratcliffe, ex-canoísta britânico.
- 1974
  - Alessandro Birindelli, ex-futebolista italiano.
  - Kingsley Obiekwu, ex-futebolista nigeriano.
  - Lourdes Benedicto, atriz norte-americana.
- 1975
  - Dario Šimić, ex-futebolista croata.
  - Jason Lezak, nadador norte-americano.
- 1976
  - Mirosław Szymkowiak, ex-futebolista polonês.
  - Dimosthenis Tampakos, ex-ginasta grego.
- 1977
  - Benni McCarthy, ex-futebolista sul-africano.
  - Soeli Garvão Zakrzeski, jogadora de basquete brasileira.
  - Paul Hanley, ex-tenista australiano.
- 1978
  - Alexandra Maria Lara, atriz romena.
  - Céline Sciamma, cineasta e roteirista francesa.
  - Eric Addo, ex-futebolista ganês.
  - Mista, ex-futebolista espanhol.
- 1979 — Cote de Pablo, atriz chilena.
- 1980
  - Ryan Gosling, ator canadense.
  - Benoît Pedretti, ex-futebolista francês.
  - Trent Acid, wrestler norte-americano (m. 2010).
  - Gustaf Skarsgård, ator sueco.
- 1981
  - Dani Calabresa, humorista brasileira.
  - Fábio Rabin, ator brasileiro.
  - Marcel, ex-futebolista brasileiro.
  - Sergio Floccari, ex-futebolista italiano.
  - Tomasz Bednarek, ex-tenista polonês.
- 1982
  - Anne Hathaway, atriz estadunidense.
  - Ellen Oléria, atriz e cantora brasileira.
  - Mikele Leigertwood, ex-futebolista e treinador de futebol antiguano.
  - Óscar González, ex-futebolista espanhol.
  - Thiago Silva, lutador brasileiro de artes marciais mistas.
- 1983
  - Alfonso De Lucia, ex-futebolista italiano.
  - Bruna Melo, cantora e modelo brasileira.
  - Paul Alo'o, ex-futebolista camaronês.
  - Angelo da Costa, ex-futebolista brasileiro.
- 1984
  - Omarion, cantor e ator estadunidense.
  - Dara Park, cantora sul-coreana.
  - Jorge Masvidal, ex-lutador norte-americano de artes marciais mistas.
- 1985
  - Adlène Guedioura, ex-futebolista argelino.
  - Ben Aldridge, ator inglês.
  - Arianny Celeste, modelo e atriz norte-americana.
  - Jordão Diogo, ex-futebolista são-tomense.
- 1986
  - Ignazio Abate, ex-futebolista e treinador de futebol italiano.
  - Nedum Onuoha, ex-futebolista britânico.
  - Vasco Fernandes, futebolista português.
- 1988
  - Benjamin Moukandjo, ex-futebolista camaronês.
  - Russell Westbrook, jogador de basquete norte-americano.
- 1989
  - Hiroshi Kiyotake, futebolista japonês.
  - Ariel Behar, tenista uruguaio.
- 1990
  - Florent Manaudou, nadador francês.
  - James McCarthy, futebolista irlandês.
- 1991
  - Cairo Santos, jogador de futebol americano brasileiro.
  - Ollie Barbieri, ator britânico.
  - Gijs Van Hoecke, ciclista belga.
- 1993
  - Mus'ab Al-Batat, futebolista palestino.
  - Luguelín Santos, velocista dominicano.
- 1994 — Guillaume Cizeron, patinador artístico francês.
- 1995 — Thomas Lemar, futebolista francês.
- 1996
  - Oulaya Amamra, atriz francesa.
  - Vincenzo Albanese, ciclista italiano.
  - Johannes Frey, judoca alemão.
- 1997 — Robson Bambu, futebolista brasileiro.
- 1998
  - Fanny Stollár, tenista húngara.
  - Jules Koundé, futebolista francês.
  - Marco Bezzecchi, motociclista italiano.
- 2000 — Thanawin Pholcharoenrat, ator, cantor e modelo tailandês.

### Século XXI
- 2001 — Raffey Cassidy, atriz britânica.
- 2002
  - Tino Livramento, futebolista britânico.
  - Thibau Nys, ciclista belga.
- 2004 — Francesco Pizzi, automobilista italiano.

## Mortes

### Anteriores ao século XIX
- 0607 — Papa Bonifácio III (n. 540).
- 0657 — Livino de Gante, missionário e santo católico (n. 580).
- 1035 — Canuto II da Dinamarca (n. c. 995).
- 1087 — Guilherme I, conde da Borgonha (n. 1020).
- 1209 — Felipe de Plessis, grão-mestre dos Cavaleiros Templários (n. 1165).
- 1434 — Luís III, Duque de Anjou (n. 1403).
- 1560 — Caspar Aquila, teólogo reformador alemão (n. 1488).
- 1567 — Anne de Montmorency, militar e diplomata francês (n. 1493).

### Século XIX
- 1836 — Juan Ramón Balcarce, militar e político argentino (n. 1773).
- 1865 — Elizabeth Gaskell, romancista e contista britânica (n. 1810).

### Século XX
- 1914 — Augusto dos Anjos, poeta brasileiro (n. 1884).
- 1956 — Juan Negrín, político espanhol (n. 1889).
- 1969 — Liu Shaoqi, revolucionário e político chinês (n. 1898).
- 1973 — Bento Munhoz da Rocha, engenheiro e político brasileiro (n. 1905).
- 1976 — Antônio Couto Pereira, militar e dirigente esportivo brasileiro (n.1896)
- 1986 — Ria Baran, patinadora artística alemã (n. 1922).
- 1991 — Gabriele Tinti, ator italiano (n. 1932).
- 1999 — El Pescaílla, músico e cantor espanhol (n. 1925).
- 2000 — Jairo Azi, político brasileiro (n. 1933).

### Século XXI
- 2003
  - Jonathan Brandis, ator norte-americano (n. 1976).
  - Kay E. Kuter, ator norte-americano (n. 1925).
- 2007 — Ira Levin, escritor, dramaturgo e autor de letras de canções estado-unidense (n. 1929).
- 2013
  - Antônio Firmino, ator, bailarino e modelo brasileiro (n. 1979).
  - Sérgio Grilo, ator português (n. 1973).
- 2015 — Márton Fülöp, futebolista húngaro (n. 1983).
- 2018 — Stan Lee, escritor e editor norte-americano (n. 1922).

## Feriados e eventos cíclicos
- Diwali — Festival das Luzes, na Índia

### Brasil
- Dia Nacional da Liberdade (Brasil)
- Dia do Diretor de Escola
- Dia do Psicopedagogo
- Dia Nacional do Inventor
- Dia do Fluminense Football Club[2]
- Dia dos supermercados (Brasil)
- Fundação do Município de Realeza - Paraná
- Aniversário e fundação do município de Armação de Búzios - Rio de Janeiro.

### Mundo
- Dia Mundial da Pneumonia
- Dia Mundial do Hip Hop

### Cristianismo
- Josafá Kuntsevytch
- Livino de Gante
- Teodoro Estudita

## Outros calendários
- No calendário romano era o dia da véspera dos idos de novembro.
- No calendário litúrgico tem a letra dominical A para o dia da semana.
- No calendário gregoriano a epacta do dia é x.